# Geplooide stokbraam
Geplooide stokbraam (Rubus plicatus) is een soort uit het geslacht braam (Rubus). 

## Syntaxonomie
Geplooide stokbraam is een kensoort van de brummel-klasse (Lonicero-Rubetea plicati).